# Lombard Pápa Termál FC
A Lombard Pápa Termál FC egy megszűnt magyar labdarúgócsapat Pápáról.

## A csapat története

### Kezdetek
A klub 2004-ben alakult meg, amikor is a Lombard FC Haladás áttette székhelyét Pápára, s így a csapat rögtön az élvonalban kezdte első idényét. Eredetileg a Balaton FC költözött volna Pápára, azonban az utolsó pillanatban Diósgyőrbe költözött a siófoki csapat. Helyettük érkezett a Bíró Péter által fémjelzett Lombard Kft. A csapatot egyrészt a volt Balaton FC játékosok alkották, akik nem követték volt csapatukat Diósgyőrbe, valamint a volt Haladás játékosok. Az edző is az ex-Haladás tréner, Tóth Bálint lett.

### Az első osztályban
Az első bajnokit pont a Diósgyőri Balaton FC ellen játszották, s az idegenbeli összecsapáson, 8000 néző előtt győztek a pápaiak 3-1-re. Az év közben edzőt is cserélt a csapat, s a DVSC-vel UEFA Kupában menetelő Szentes Lázár érkezett. A csapat legemlékezetesebb győzelmét a Fáy utcában aratta, a Vasast 6-0-ra verték többek között Tomáš Medveď 4 góljával. A szezon végén a csapat 14. lett, négy ponttal megelőzve a Nyíregyházát.
A 2005-2006-os szezonban kiléphetett a nemzetközi porondra is a csapat, az Intertotó Kupában az első körben a WIT Tbilisit kiejtette a gárda, s a svéd IFK Göteborg ellen is végig partiban volt. A klub azonban nagy átalakításon ment keresztül, 14 labdarúgó távozott és 13 érkezett, azonban messze nem tudták pótolni a távozókat. Szinte minden posztról a legmeghatározóbb ember távozott, az első számú kapus, Tóth Iván Kispestre, a védelem meghatározó oszlopa Farkas Viktor Diósgyőrbe, a játékmester Szabó Tibor Groclinba, a gólkirály Medveď Kínába szerződött.
Nem okozott tehát meglepetést a csapat gyenge rajtja, bár a harmadik fordulóban még az Üllői úton szereztek egy pontot, amit 4 döntetlen követett, s félévkor 6 ponttal sereghajtó volt az együttes. Ennek ellenére úgy gondolta Bíró Péter tulajdonos, hogy megpróbálja a szinte lehetetlent, hogy benntartsa a Pápát. Félévkor 16 új játékost igazolt a klub, s több válogatott labdarúgó érkezett, az FTC-kedvenc Szűcs Lajos, a zambiai válogatottal az Afrika-Kupán is szereplő Misheck Lungu, a szintén zambiai Lloyd Mumba, s a kanadai válogatott Dave Simpson. Azonban hiába érkezett új edző Gálhidi György személyében, nem állt össze a csapat, s a szezon végén, már Zsivoczky Gyula vezetésével kiestek az élvonalból.

### A másodosztályban
Az NB II-ben az azonnali visszajutást tűzték ki célul, azonban gyengén kezdte az együttes az évet, s az egész szezon alatt nem nagyon volt esélye a feljutásra a Siófok – Haladás kettős mellett. Az idény során három edző is dirigálta a végül 5. helyen záró Lombardot.
2008-ban újra megcélozták a feljutást, s komoly erősítést hajtottak végre. Érkezett többek között a volt MTK-csatár Welton Silva, a szlovén válogatott Adem Kapič, és az NB I-es Tatabánya két meghatározó embere, Kerényi Norbert és Rajnay Attila is. A csapat jól is szerepelt a bajnokságban, s félévkor 3. helyen telelt, de ugyanannyi pontja volt, mint az elsőnek. A tavaszi szezonban egy mérkőzés után váratlanul menesztették az edzőt, Kiprich Józsefet, akit Urbán Flórián váltott. Vele a csapat gyengébben szerepelt, bár a negyedik helyen zártak az eredmények alapján, de egy pontlevonásnak köszönhetően, hivatalosan harmadik helyezettek lettek.
2009-ben egy gyenge ősz után (csak 5. helyen végzett a csapat), parádés tavaszt produkált a Lombard Pápa Termál FC. A Véber György vezette gárda tizenöt mérkőzésből tizennégyet megnyert, és 2. helyen végzett a tabellán. De, így is ők jutottak fel az első osztályba mivel a Gyirmót nem kapta meg a licencet.

### Újra az élvonalban
A Pápa 3 év után lehet újra az első osztály tagja. 2009/2010-es szezont 3 vereséggel kezdő, majd ezután remekelő pápai alakulat az őszt a 7. helyen, majd egy gyengébb tavasz után a 11. helyen végzett, ezzel beállítva a klub legjobb helyezését. A 2011-2012-es szezon gyengébbre sikeredett, a csapat a kiesés elkerüléséért hajtott. Időközben Véber Györgyöt ifj. Bene Ferenc váltotta a kispadon, a csapat pedig végül is a 14. helyen zárta a bajnokságot, így épp hogy bent maradt. A következő szezont sem kezdte túl jól a csapat, így az ötödik forduló után Bene távozott, a helyét pedig a 6 év után visszatérő Zsivóczky Gyula foglalta el, aki 2013 májusáig vezethette az edzéseket.  A 2014-15-ös szezonban mindössze 19 pontot gyűjtött a csapat, így újra kiesett, miután az utolsó, 16. helyen végzett. A klub tulajdonosa, Bíró Péter, illetve cége, a Lombard kft. csődbe jutása után a csapat megszűnt, jogutódja jelenleg a megyei bajnokságban szerepel Pápai Perutz FC néven.

## Sikerei
- Magyar másodosztályú bajnokság
  - Ezüstérmes (1 alkalommal): 2008–09
  - Bronzérmes (1 alkalommal): 2007–08

## Nemzetközi kupaszereplés

### Intertotó-kupa
| Szezon | Bajnokság      | Forduló    | Ellenfél     | 1. mérk. | 2. mérk. | Össz. |
| ------ | -------------- | ---------- | ------------ | -------- | -------- | ----- |
| 2005   | Intertotó-kupa | 1. forduló | WIT Georgia  | 2–1      | 1–0      | 3–1   |
|        |                | 2. forduló | IFK Göteborg | 2–3      | 0–1      | 2–4   |

Megjegyzés: Az eredmények minden esetben a Lombard Pápa szemszögéből értendőek, a dőlten írt mérkőzéseket pályaválasztóként játszotta.

### Összesítés
| Kiírás         | M | GY | D | V | LG–KG | GK |
| -------------- | - | -- | - | - | ----- | -- |
| Intertotó-kupa | 4 | 2  | 0 | 2 | 5–5   | 0  |
| Összesen       | 4 | 2  | 0 | 2 | 5–5   | 0  |

## Utolsó keret
Az utolsó csapat.
2015. június 18. szerinti állapot.
* a félkövérrel írt játékosok rendelkeznek felnőtt válogatottsággal.
| No. |     | Poszt | Játékos          |
| --- | --- | ----- | ---------------- |
| 5   | HUN | V     | Jagodics Bence   |
| 7   | HUN | CS    | Vankó Imre       |
| 9   | HUN | CS    | Waltner Róbert   |
| 10  | BRA | KP    | Bernardo Frizoni |
| 11  | LVA | KP    | Vadims Žuļevs    |
| 13  | HUN | KP    | Csilus Tamás     |
| 16  | SEN | CS    | Mouhamadou Seye  |
| 17  | HUN | KP    | Illés Dávid      |
| 19  | SVK | KP    | Marián Sluka     |
| 20  | HUN | KP    | Stieber András   |
| 23  | HUN | K     | Horváth Gábor    |
| 24  | ROU | KP    | Andrei Coroian   |

| No. |         | Poszt | Játékos               |
| --- | ------- | ----- | --------------------- |
| 25  | HUN     | V     | Gál Szabolcs          |
| 29  | HUN     | V     | Juhász Dániel         |
| 31  | HUN     | KP    | Király Botond         |
| 33  | Kamerun | KP    | Yannick               |
| 55  | SRB     | V     | Milan Bogunović       |
| 66  | HUN     | KP    | Pongrácz Viktor       |
| 77  | HUN     | KP    | Eisenberger Tamás     |
| 83  | TOG     | KP    | Euloge Ahodikpe       |
| 85  | HUN     | V     | Csizmadia Csaba       |
| 89  | SRB     | CS    | Saša Popin            |
| 97  | HUN     | V     | Böröczky Bálint       |
| 99  | SER     | KP    | Aleksandar Ranđelović |
|     | TUR     | K     | Mehmet Kalender       |

## Statisztika

### Az első osztályban
Az alábbi táblázatban összesítve szerepelnek a Lombard Pápa első osztályú statisztikái.
| Bajnokság | H        | M   | GY | D  | V   | LG–KG   | GK   | P   | Szezon    |
| --------- | -------- | --- | -- | -- | --- | ------- | ---- | --- | --------- |
| 2004–2005 | 14.      | 30  | 8  | 6  | 16  | 40–47   | –7   | 30  | 2004–2005 |
| 2005–2006 | 16.      | 30  | 5  | 7  | 18  | 30–76   | –46  | 22  | 2005–2006 |
| 2009–2010 | 11.      | 30  | 10 | 5  | 15  | 39–50   | –11  | 35  | 2009–2010 |
| 2010–2011 | 13.      | 30  | 10 | 5  | 15  | 39–52   | –13  | 35  | 2010–2011 |
| 2011–2012 | 14.      | 30  | 8  | 6  | 16  | 26–40   | –14  | 30  | 2011–2012 |
| 2012–2013 | 14.      | 30  | 7  | 7  | 16  | 26–46   | –20  | 28  | 2012–2013 |
| 2013–2014 | 12.      | 30  | 9  | 6  | 15  | 32–50   | –18  | 33  | 2013–2014 |
| 2014–2015 | 16.      | 30  | 4  | 7  | 19  | 14–57   | –43  | 19  | 2014–2015 |
| Összesen  | Összesen | 240 | 61 | 49 | 130 | 246–418 | –172 | 232 |           |

## A csapat edzői
- Tóth Bálint (2004. július–2005. március)
- Szentes Lázár (2005. március–2005. november)
- Zsivóczky Gyula (2005. november–2005. december)
- Gálhidi György (2005. december–2006. március)
- Zsivóczky Gyula (2006. március–2006. október)
- Zoran Kuntić (2006. október–2007. április)
- Kiprich József (2007. április–2008. március)
- Urbán Flórián (2008. március–2008. szeptember)
- Kovács László (2008. szeptember–2009. január)
- Véber György (2009. január–2011. október)
- Bene Ferenc (2011. október–2012. augusztus)
- Zsivóczky Gyula (2012. szeptember–2013. május)
- Kovács László (2013. május)
- Tóth Bálint (2013. május–2014. május)
- Nagy Mihály (2014. május)

- Mátyus János (2014. június–november)

- Lengyel Ferenc (2014. november - 2015)

## Híres játékosok
* a félkövérrel írt játékosok rendelkeznek felnőtt válogatottsággal.
| - Sander Puri - Giorgi Ganugrava - Honma Kazuo - Andrew Ornoch - Dave Simpson - Vadims Žuļevs | - Dorel Mutică - Szabó Ottó - Tomáš Medveď - Adem Kapič - Euloge Ahodikpe - Lloyd Mumba | - Misheck Lungu - Bárányos Zsolt - Csizmadia Csaba - Ferenczi István - Gyömbér Gábor - Hercegfalvi Zoltán | - Herczeg Miklós - Kenesei Krisztián - Lipták Zoltán - Lovrencsics Gergő - Orosz Péter - Pető Tamás | - Rodenbücher István - Sitku Illés - Szűcs Lajos - Tóth Iván - Tóth Norbert - Waltner Róbert |